# Ленінський (Новосибірська область)
Ленінський (рос. Ленинский) — селище у Новосибірському районі Новосибірської області Російської Федерації.
Входить до складу муніципального утворення Станціонна сільрада. Населення становить 689 осіб (2010).

## Історія
Згідно із законом від 2 червня 2004 року органом місцевого самоврядування є Станціонна сільрада.

## Населення
| 2002 | 2007 | 2010 |
| ---- | ---- | ---- |
| 624  | ↗706 | ↘689 |